# Валютный рынок
Валютный рынок (также Фо́рекс от англ. Foreign Exchange — «зарубежный обмен», иногда FX) — это система устойчивых экономических и организационных отношений, возникающих при осуществлении операций по покупке или продаже иностранной валюты, платежных документов в иностранных валютах, а также операций по движению капитала иностранных инвесторов.
На валютном рынке происходит согласование интересов инвесторов, продавцов и покупателей валютных ценностей. Западные экономисты характеризуют валютный рынок с организационно-технической точки зрения как совокупную сеть современных средств связи, соединяющих национальные и иностранные банки и брокерские фирмы.
Операции на рынке форекс по целям могут быть торговыми, спекулятивными, хеджирующими и регулирующими (валютные интервенции центробанков).

Иллюстрация идеи конвертации валютных пар

## История

### Предпосылки становления валютного рынка
Операции по обмену валют существовали ещё в древнем мире и в Средние века. Однако современные валютные рынки возникли в XIX веке. Основными предпосылками, способствовавшими становлению валютного рынка в современном понимании явились следующие:
- широкое развитие различных международных экономических связей;
- создание мировой валютной системы, основанной на организации и регулировании валютных отношений, закрепленная межгосударственными соглашениями;
- широкое распространение кредитных средств международных расчётов и платежей;
- укрупнение и централизация банковского капитала, широкое развитие корреспондентских отношений между банками разных стран, включающих ведение корреспондентских счетов в иностранной валюте;
- развитие информационных технологий и средств связи: телеграфа, телефона, телекса, что упростило контакты между валютными рынками и сократило время на получение информации о совершённых сделках.

Развивающиеся национальные валютные рынки и их взаимодействие сформировали единый мировой валютный рынок, на котором стали свободно обращаться ведущие валюты в мировых финансовых центрах.

### Развитие операций на валютном рынке
Исторически в международном обороте различались два основных способа платежа: трассирование и ремитирование, которые применялись в международном обороте до Первой мировой войны и частично (в меньшей мере) в период между Первой и Второй мировыми войнами.
Термин «трассирование» связан с использованием переводного векселя — тратты. При платеже по этому способу кредитор выписывает тратту на должника в его валюте (например, кредитор в Лондоне предъявляет должнику в Чикаго требование об уплате долга в долларах) и продаёт её на своем валютном рынке по банковскому курсу покупателя. Таким образом, при трассировании кредитор выступает в качестве активной стороны, он продает вексель в валюте должника на своем валютном рынке.
При ремитировании активным лицом выступает должник: он покупает валюту кредитора на своем валютном рынке по курсу продавца.
В первые годы после Второй мировой войны до конца 1950-х годов, когда действовали валютные ограничения, в промышленно развитых странах преобладали валютные сделки спот (с немедленной поставкой валюты) и срочные сделки «форвард».
С 1970-х годов стали развиваться фьючерсные и опционные валютные сделки. Данного рода сделки предоставили новые возможности всем участникам валютного рынка как для валютных спекулянтов, так и для хеджеров, то есть для защиты от валютных рисков и получения спекулятивной прибыли. Банки стали совершать валютные сделки в сочетании с операциями «своп» с процентными ставками.

### Современный рынок форекс
15 августа 1971 года президент США Ричард Никсон объявил решение об отмене свободной конвертируемости доллара в золото (отказался от золотого стандарта), отказавшись таким образом в одностороннем порядке от выполнения Бреттон-Вудских соглашений (согласно которым, доллар обеспечивался золотом, а все остальные валюты — долларом).
В декабре 1971 года в Вашингтоне было достигнуто Смитсоновское соглашение, по которому вместо 1 % колебаний курса валюты относительно доллара США стали допускаться колебания в 4,5 % (на 9 % для недолларовых валютных пар). Это разрушило систему устойчивых валютных курсов и стало кульминационным событием в кризисе послевоенной Бреттон-Вудской валютной системы. На смену пришла Ямайская валютная система, принципы которой были заложены в марте 1971 года на острове Ямайка при участии 20 наиболее развитых государств некоммунистического блока. Суть произошедших изменений сводилась к более свободной политике в отношении цен на золото. Если ранее курсы валют были устойчивы в силу действия золотого стандарта, то после таких решений плавающий курс золота привёл к неизбежным колебаниям курсов обмена между валютами. Это породило относительно новую область деятельности — валютную торговлю, когда курс обмена начал зависеть не только от золотого эквивалента валюты, но и от рыночного спроса/предложения на неё.
Достаточно быстро наметился ряд проблем, для обсуждения которых в 1975 году президент Франции Валери Жискар д’Эстен и канцлер ФРГ Гельмут Шмидт (оба — бывшие министры финансов) предложили главам других ведущих государств Запада собраться в узком неофициальном кругу для общения с глазу на глаз. Первый саммит «Большой семёрки» (тогда ещё только из шести участников) прошёл в Рамбуйе с участием США, ФРГ, Великобритании, Франции, Италии и Японии (в 1976 году к работе клуба присоединилась Канада, с 1998 по 2014 годы членом клуба была Россия). Одной из основных тем обсуждения было структурное преобразование международной валютной системы.
8 января 1976 года на заседании министров стран — членов МВФ в г. Кингстон (Ямайка) было принято новое соглашение об устройстве международной валютной системы, которое имело вид поправок к уставу МВФ. Система заменила Бреттон-Вудскую валютную систему. Многие страны фактически отказались от привязки национальной валюты к доллару или к золоту. Однако лишь в 1978 году МВФ официально разрешил такой отказ. Начиная с этого момента свободно плавающие курсы стали основным способом обмена валюты.
В новой валютной системе окончательно произошёл отказ от принципа определения покупательной способности денег на основании стоимости их золотого эквивалента (Золотой стандарт). Деньги стран — участниц соглашения перестали иметь официальное золотое содержание, обмен начал происходить на свободном валютном рынке (англ. foreign exchange market, forex) по свободным ценам.
Становление системы плавающих курсов привело к трём существенным итогам:
1. Импортёры, экспортёры и обслуживающие их банковские структуры были вынуждены стать регулярными участниками валютного рынка, поскольку изменения курсов валюты могут сказаться на финансовых результатах их работы как с положительной, так и с отрицательной стороны.
2. Центральные банки получили возможность оказывать воздействие на курсы национальной валюты и влиять на экономическую ситуацию в стране рыночными методами, а не только административными.
3. Курсы наиболее ликвидных национальных валют формируются на основе поиска рынком точки равновесия между текущим спросом и имеющимся предложением, а изменение спроса и предложения на рынке вызывает смещение валютного курса в ту или иную сторону.

## Характеристика современных мировых валютных рынков
Современные мировые валютные рынки характеризуются следующими основными особенностями.
1. Интернациональный характер валютных рынков на базе глобализации мирохозяйственных связей, широкого использования электронных средств связи для осуществления операций и расчётов.
2. Непрерывный, безостановочный характер совершения операций в течение суток попеременно во всех частях света.
3. Унифицированный характер валютных операций.
4. Использование операций на валютном рынке для целей защиты от валютных и кредитных рисков с помощью хеджирования.
5. Огромная доля спекулятивных и арбитражных операций, которые многократно превосходят валютные операции, связанные с коммерческими сделками. Число валютных спекулянтов резко возросло и включает не только банки и финансово-промышленные группы, ТНК, но и множество других участников, включая физических и юридических лиц.
6. Волатильность курсов валют, которая не всегда зависит от фундаментальных экономических факторов.

Современный валютный рынок выполняет следующие функции:
1. Обеспечение своевременности международных расчётов.
2. Создание возможностей для защиты от валютных и кредитных рисков.
3. Обеспечение взаимосвязи мировых валютных, кредитных и финансовых рынков.
4. Создание возможностей для диверсификации валютных резервов государства, банков, предприятий.
5. Рыночное регулирование курсов валют на основе взаимодействия спроса и предложения валют.
6. Возможность реализации валютной политики как части государственной экономической политики. Возможность реализации согласованных действий разных государств с целью реализации целей макроэкономической политики в рамках межгосударственных соглашений.
7. Предоставление возможностей для участников валютного рынка получения спекулятивной прибыли за счет арбитражных операций.

## Инструменты валютного рынка
На современном валютном рынке можно выделить следующие виды сделок.

### Валютные операции с немедленной поставкой («спот»)
Сделки спот — это сделки по покупке и продаже валюты на условиях её немедленной поставки банками-контрагентами в срок не позднее второго рабочего дня со дня заключения сделки, во время которой фиксируется курс продажи/покупки.
Валютные операции с немедленной поставкой являются самым мобильным элементом валютной позиции и заключают в себе определённый риск. С помощью операции «спот» банки обеспечивают потребности своих клиентов в иностранной валюте, перелив капиталов, в том числе «горячих» денег, из одной валюты в другую, осуществляют арбитражные и спекулятивные операции.

### Срочные сделки с иностранной валютой
К срочным валютным сделкам относят форвардные, фьючерсные и опционные сделки, а также валютные свопы.

#### Форвардные сделки
К форвардным относят сделки по купле-продаже валюты, при которой цена (курс покупки-продажи) определяется в момент заключения сделки, а поставка валюты, то есть исполнение обязательств сторонами, предусматривается в будущем.
Форвардные сделки совершаются по контрактам, условия которых (объём покупки/продажи, срок и место исполнения обязательств) индивидуальны и не являются стандартными.

#### Фьючерсные сделки
К фьючерсным сделкам относят стандартные контракты купли-продажи валют, которыми торгуют на бирже. Подобные сделки совершаются на условиях, которые разрабатывает биржа и которые являются обязательными для всех, кто совершает операции с фьючерсами. Фьючерсы имеют стандартные сроки исполнения обязательств. Самым распространённым является трёхмесячный фьючерс.
Лидирующими биржами по торговле фьючерсными контрактами являются Чикагская товарная биржа (CME), Нью-Йоркская товарная биржа (NYMEX), Лондонская (LIFFE), Сингапурская (SGX), Eurex, Парижская (MATIF). С апреля 1998 года на Чикагской товарной бирже (СМЕ) при технологической поддержке ММВБ впервые стали заключаться рублёвые фьючерсные контракты (номинал 500 тысяч рублей, срок шесть месяцев). Для оценки торговых позиций участников проведения взаимозачетов используется курс рубля к доллару, формирующийся на ММВБ. Физически рубли не вывозятся. Выигрывает тот, кто правильно прогнозирует курс валюты. Торговля фьючерсами осуществляется через клиринговую палату, которая является продавцом для каждого покупателя и покупателем для каждого продавца.

#### Опционы
Опцион (от лат. optio, optionis — выбор) является производным финансовым инструментом, договором, по которому покупатель опциона приобретает право, но не обязательство купить или продать определённое количество валюты в будущем по фиксированной цене (цена страйк). Покупатель опциона при уплате премии по опциону продавцу, которая является по сути ценой опциона, приобретает право либо купить (сделка «колл» — call option), либо продать (сделка «пут» — put option) в любой день, если это американский опцион; или на определённую дату раз в месяц, если это европейский опцион).
Торговлю валютными опционными контрактами осуществляют: крупнейшая в мире Чикагская биржа опционов (Chicago Board Options Exchange), Европейская опционная биржа в Амстердаме — ЕОЕ (European Options Exchange), Австрийская биржа срочных опционов в Вене — ОсТОВ (Oesterreichische Termin Optionsboerse).

#### Валютные свопы
Валютный своп (англ. swap — мена, обмен) представляет собой сделку, сочетающую куплю-продажу двух валют на условиях немедленной поставки с одновременной контрсделкой на определённый срок с теми же валютами. Каждая сторона является одновременно продавцом и покупателем определённого количества валюты. Валютный своп не является стандартным биржевым контрактом.
По операциям «своп» наличная сделка осуществляется по курсу спот, который в контрсделке (срочной) корректируется с учётом премии или дисконта в зависимости от динамики валютного курса. При этом клиент экономит на марже — разнице между курсами продавца и покупателя по наличной сделке. Операции «своп» удобны для банков: они не создают открытой позиции (покупка покрывается продажей), временно обеспечивают необходимой валютой без риска, связанного с изменением её курса.

## Ежедневный оборот

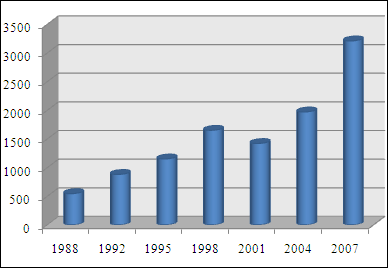
Объём операций на валютном рынке, млрд долларов США

Считается, что ежедневный оборот на рынке форекс составлял:
- в 1977 году — 5 млрд долларов.
- в 1987 году — 600 млрд долларов.
- в конце 1992 года — 1 трлн долларов.
- в 1997 году — 1,2 трлн долларов
- в 2000 году — 1,5 трлн долларов.
- в 2005—2006 годах объём дневного оборота на рынке FOREX колебался, по разным оценкам, от 2 до 4,5 трлн долларов.
- в 2010 году — 4 трлн долларов[7].
- в 2013 году — 5,3 трлн долларов[8].
- в 2016 году — 5,1 трлн долларов[9].
- в 2019 году — 6,6 трлн долларов[10].

К 2020 году дальнейший рост внутридневного оборота на рынке форекс может достигнуть 10 трлн долларов.
Банк международных расчётов периодически проводит масштабное исследование рынка форекс каждые три года, начиная с 1989. Итоговый отчёт содержит информацию об оборотах рынка, структуре и динамике. Последний отчёт вышел в сентябре 2019 года и доступен на официальном сайте.
Однако точных данных нет, так как это внебиржевой рынок, и нет требования обязательной регистрации и публикации данных о сделках. Часть этого объёма обеспечивает маржинальная торговля, по условиям которой разрешается заключать контракты на суммы, существенно превышающие действительный капитал участника сделки. Вне зависимости от характера и целей сделок, большой дневной оборот является гарантией высокой ликвидности этого рынка.

## Участники валютного рынка
Участниками валютного рынка являются: центральные банки, коммерческие банки, Фирмы, валютные биржи, валютные брокеры а также, опосредованно, иные экономические агенты.

### Центральные банки
Центральные банки — в их функцию входит управление государственными валютными резервами и обеспечение стабильности обменного курса. Для реализации этих задач могут проводиться как прямые валютные интервенции, так и косвенное влияние — через регулирование уровня ставки рефинансирования, нормативы резервирования и т. п.

### Коммерческие банки
Коммерческие банки — они проводят основной объём валютных операций. В банках держат счета другие участники рынка и осуществляют через них необходимые для своих целей конверсионные и депозитно-кредитные операции. В банках концентрируются совокупные потребности товарных и фондовых рынков в обмене валют, а также в привлечении/размещении средств. Помимо удовлетворения заявок клиентов, банки могут проводить операции и самостоятельно за счёт собственных средств. В конечном итоге, международный валютообменный рынок (форекс) представляет собой рынок межбанковских сделок.
Наибольшее влияние оказывают крупные международные банки, ежедневный объём операций которых достигает миллиардов долларов. Объём одного межбанковского контракта с реальной поставкой валюты на второй рабочий день (рынок спот) обычно составляет около 5 млн долларов США или их эквивалент. Стоимость одного конвертационного платежа составляет от 60 до 300 долларов. Кроме этого, приходится нести затраты до 6 тыс. долларов в месяц на межбанковский информационно-торговый терминал. Из-за этих условий на Форексе не проводят конвертаций небольших сумм. Для этого дешевле обратиться к финансовым посредникам (банку или валютному брокеру), которые проведут конвертацию за определённый процент от суммы сделки. При большом количестве клиентов и разнонаправленных заявках регулярно возникает ситуация внутреннего клиринга, когда посреднику не требуется обращаться к стороннему контрагенту (не нужно проводить реальную конвертацию через Форекс). Но свои комиссионные посредники получают с клиентов всегда. Именно из-за того, что на Форекс попадают не все клиентские заявки, посредники могут предложить клиентам комиссионные, которые существенно ниже стоимости прямых операций на Форексе. В то же время, если устранить посредников, стоимость конвертации для конечного клиента неизбежно возрастёт.

### Валютные биржи
Валютные биржи — в ряде стран функционируют национальные валютные биржи, в функции которых входит осуществление обмена валют для юридических лиц и формирование рыночного валютного курса. Государство обычно активно регулирует уровень обменного курса, пользуясь компактностью местного биржевого рынка.

### Валютные брокеры
Валютные брокеры — в их функцию входит сведение покупателя и продавца иностранной валюты и осуществление между ними конверсионной или ссудно-депозитной операции. За своё посредничество брокерские фирмы взимают брокерскую комиссию в виде процента от суммы сделки. Но сумма этой комиссии зачастую меньше, чем разница между ссудным процентом банка и ставкой по банковскому депозиту. Банки также могут выполнять эту функцию. В этом случае они не выдают кредит и не несут соответствующие риски.

### Фирмы
Фирмы, осуществляющие внешнеторговые операции — суммарные заявки от импортёров формируют устойчивый спрос на иностранную валюту, а от экспортёров — её предложение, в том числе в форме валютных депозитов (временно свободных остатков на валютных счетах). Как правило, фирмы прямого доступа на валютный рынок не имеют и проводят конверсионные и депозитные операции через коммерческие банки.

### Иные юридические лица
Международные инвестиционные компании, пенсионные и хеджевые фонды, страховые компании — их основная задача — диверсифицированное управление портфелем активов, что достигается размещением средства в ценные бумаги правительств и корпораций различных стран. На дилерском сленге их называют просто фондами (англ. funds). К данному виду можно отнести также крупные транснациональные корпорации, осуществляющие иностранные производственные инвестиции: создание филиалов, совместных предприятий и т. д.

### Частные лица
Частные лица — граждане проводят широкий спектр операций, каждая из которых невелика, но в сумме могут формировать существенный дополнительный спрос или предложение: оплата зарубежного туризма; денежные переводы заработной платы, пенсий, гонораров; покупки/продажи наличной валюты как средства сбережения; спекулятивные валютные операции.

## Регулирование спекулятивной торговли
Форекс основывается на принципе свободной конвертации валюты, который предполагает отсутствие государственного вмешательства при заключении валютообменных сделок (нет официального валютного курса, нет ограничений на направление, цены и объёмы сделок), и на гарантиях свободы подобных операций. В то же время, обычно устанавливаются правила и ограничения на предоставление посреднических услуг, которые регламентируют, прежде всего, взаимоотношения клиента (трейдера) и посредника (брокера).

### Великобритания
В Великобритании регуляторные функции на финансовых рынках выполняет Управление по финансовому регулированию и надзору (англ. Financial Services Authority, FSA).

### США
В США регулятором валютного рынка является правительственная «Комиссия по фьючерсной торговле товарами». Кроме того, большую работу по разработке правил торгов, условий предоставления брокерских услуг и решению конфликтных ситуаций проводит неправительственная «Национальная фьючерсная ассоциация» (англ. National Futures Association, NFA). Эта организация также собирает и анализирует специальную отчётность, которую обязаны предоставлять брокеры — члены ассоциации. К требованиям NFA прислушиваются не только в США, так как американские частные трейдеры и фонды остерегаются открывать счета в компании, которая их не выполняет.
Правила и требования NFA более жесткие, чем предписания FSA. Иногда они не столько помогают и защищают, сколько ограничивают трейдера. Один из последних примеров — требование закрывать клиентские сделки обязательно по правилу FIFO (первый пришёл — первый ушёл).
С 15 июля 2011 года действуют ограничения закона Додда — Франка (англ. Dodd–Frank Wall Street Reform and Consumer Protection Act), согласно которому для граждан США (физических и юридических лиц) запрещаются внебиржевые сделки с финансовыми инструментами.

### Украина
Контроль за проведением валютных операций обычно осуществляет Национальный банк Украины. Однако свободного неограниченного проведения конвертационных операций законодательство этих стран не предусматривает. Украина по состоянию на май 2015 года даже не имела законодательной основы для маржинальной торговли. Из-за особенностей валютного и налогового законодательства как российские, так и украинские дилинговые центры обычно не имеют юридического права на предоставление финансовых услуг. Чаще всего они действуют на основании лицензии на букмекерскую деятельность. Большинство же крупных дилинговых центров имеет зарубежную регистрацию. При этом местных представительств у них нет либо «представителями» являются сторонние консультанты, у которых отсутствует официальная регистрация на имя данной компании. Местные представительства никогда не несут юридической ответственности по спорам клиентов с материнской компанией. Клиент такой компании обычно не имеет реальной возможности как-либо оспорить её действия и получить юридическую защиту в конфликтных ситуациях.
Почти никого не смущает, что ваш профессиональный посредник будет юридически находиться в зоне оффшорного регулирования, или, например, что все спорные моменты клиентам придется урегулировать не ближе, чем в Лондонском арбитражном суде. А в качестве гарантий сохранности клиентского депозита от мошеннических посягательств будет выступать лицензия Федерального агентства по физической культуре, спорту и туризму на – внимание! – организацию и содержание тотализаторов и игорных заведений. В общем, на российском рынке в доступе к Forex царит почти полная свобода.
Часто можно услышать возражения, что и на Западе чисто форексные конторы не подлежат прямому государственному регулированию. Дескать, рынок это особенный, свободный по своей сути, внебиржевой. Торговля на нем производится посредством телефонов и интернета. Каждая компания-дилер, по сути, сама себе рынок для своих клиентов. И вообще реальной купли-продажи валюты здесь не происходит, поэтому и регулировать-то почти нечего. Игра это такая, азартно-экономическая, не для маргиналов, а для интеллектуалов.

Лукавят такие либералы. Сам валютный рынок в мировом масштабе регулированию, действительно, не подлежит. Но вот отношения брокера с клиентом в приличных странах – очень даже. Финансовые операции от игорного бизнеса отделяются четко
3 августа 2012 года Нацбанк Украины принял Постановление № 327, согласно которому исключительно банки получают право предоставлять услуги по арбитражным сделкам с валютами и банковскими металлами на условиях маржинальной торговли, а также проводить подобные операции в своих целях. Постановление содержит прямой запрет на проведение подобных операций для не банков (юридических лиц и частных предпринимателей). Деятельность организаций, зарегистрированных за пределами Украины, данное постановление не регламентирует. 3 марта 2015 года в парламенте Украины под номером 2290 зарегистрирован проект закона, регламентирующего деятельность форекс-дилеров на территории Украины.

### Россия
Рынок форекс не является деятельностью профессиональных участников рынка ценных бумаг. Федеральная служба по финансовым рынкам России (письмо № 09-ВМ-02/16341 от 16 июля 2009 года) чётко обозначила, что деятельность участников рынка форекс не относится к деятельности профессиональных участников рынка ценных бумаг и не регулируется как указанным Федеральным законом, так и правовыми актами ФСФР России. В письме указывается: 

Отношения, связанные с деятельностью на валютном рынке, в том числе деятельностью по привлечению денежных средств для осуществления операций на валютном рынке форекс, не регулируются нормативными правовыми актами ФСФР России, лицензии, выдаваемые ФСФР России, не предоставляют права на осуществление указанных видов деятельности.
В марте 2012 года Минфин РФ провел первое обсуждение возможности регулирования рынка форекс с соответствующими российскими компаниями. По итогам представители Минфина не делали никаких заявлений. В ходе обсуждения участники не пришли к единому мнению по вопросу о принципах и механизмах регулирования данного рынка.
Законодательная неопределённость позволяла создавать компании, имитирующие Forex-брокеров. Часто такие компании предлагают инвестировать средства путём передачи денег компании или избранным трейдерам, обещая разместить средства на рынке Forex, но по факту этого не делается. Через некоторое время компания исчезает. В 2012 году в России таких компаний было выявлено 11, ещё столько же в 2013 году, за 4 месяца 2014 года выявлено 6 таких фирм.
9 декабря 2014 года Госдума РФ приняла во втором чтении законопроект о регулировании работы дилеров на рынке форекс. Закон «О рынке ценных бумаг» дополнили статьёй «Деятельность форекс-дилера». Такой деятельностью является заключение от своего имени и за свой счет договоров на неорганизованных торгах с физическими лицами, не являющимися индивидуальными предпринимателями. Обязательства по таким договорам зависят от изменения курса одной валюты против другой валюты (цена валютной пары).
Текст договора между форекс-дилером и физлицом должен быть зарегистрирован в СРО (саморегулируемая организация форекс-дилеров). Требования, вытекающие из такого договора, подлежат судебной защите. Форекс-дилер вправе осуществлять свою деятельность только после вступления в СРО. СРО формирует компенсационный фонд для выплат при неисполнении или ненадлежащем исполнении обязательств членами объединения. Вступительный взнос в этот фонд в размере 2 млн руб. форекс-дилеры производят при вступлении в СРО. Собственные средства форекс-дилера должны быть не менее 100 млн руб.
Поправки, регулирующие рынок форекс в России, вступают в силу в 2 этапа: с 1 октября 2015 года и с 1 января 2016 года. Начиная с 1 октября новые компании не смогут начать вести деятельность на рынке форекс, а те компании, которые уже ведут свою деятельность должны получить соответствующие лицензии. Компании, которые не будут иметь лицензий на 1 января 2016 года, не смогут вести свою деятельность на территории РФ.
На начало 2016 года ни одна компания, предоставляющая услуги по торговле валютой на рынке форекс, не соответствовала требованиям законодательства. Получить лицензию Банка России к этому моменту успела только одна компания, ещё несколько подали соответствующие заявки. Однако лицензия — не единственное условие, позволяющее работать на форексе. Помимо этого компании должны были вступить в саморегулируемую организацию (СРО). Возникло противоречие, так как регулятор требовал вступить в СРО с 1 января, а закон, определяющий порядок аккредитации СРО в Банке России, начал действовать только с 11 января. В этой связи многие игроки рынка, чтобы не нарушать требования российского законодательства, были вынуждены действовать через офшорные компании.

#### Отзыв лицензий
27 декабря 2018 года Центральный банк России принял решение об аннулировании лицензии пяти крупнейших российских форекс-дилеров: «Форекс клуб», «Фикс трейд», «Трастфорекс», «Альпари форекс» и «Телетрейд Групп». Основной причиной было названо то обстоятельство, что форекс-дилеры использовали свои лицензии для агрессивной рекламы. Попадаясь на эту рекламу, граждане как правило уходили с договором, заключенным не с российским лицензированным форекс-дилером, а с одной из зарубежных компаний, работающих под аналогичным брендом.

#### Особенности налогообложения
Деятельность российских организаций, предоставляющих дилинговые услуги в полном объёме, подлежит российскому налогообложению. Дилинговый центр (или банк) уплачивает налог на прибыль, а букмекерская контора — налог на игорный бизнес (Москва — 100 МРОТ в месяц с каждой кассы букмекерской конторы). Доходы от дополнительных услуг (обучение, консультации, тренинги и т. п.) также подлежат обложению налогом на прибыль и НДС. Иностранная компания платит налог на доходы от услуг, оказанных на территории РФ, только в том случае, если они оказаны через постоянное представительство компании. В противном случае — российских налогов у компании не возникает.
Доход клиентов дилинговых центров подлежит налогообложению по ставке НДФЛ 13 %. Если брокером является российская организация, то обязанность по исчислению, удержанию у клиента и уплате суммы налога перекладывается на плечи брокера, который для своего клиента выступает в качестве налогового агента. В ином случае клиент обязан самостоятельно исчислять, декларировать и уплачивать НДФЛ.
До недавнего времени Российское налоговое законодательство имело целый ряд недостатков — в частности, по сделкам с производными инструментами на сырье, товары, валюту и другие активы прибыльные (положительные) сделки не плюсовались с убыточными (отрицательными), и налог рассчитывался исключительно с положительных сделок. Однако же на практике во имя здравого смысла брокеры рассчитывали НДФЛ с учётом отрицательных сделок.
С 2010 года вступили в силу изменения Налогового кодекса Российской Федерации. Теперь база налогообложения для финансовых инструментов срочных сделок считается с сальдированием (положительные и отрицательные результаты суммируются), убытки переносятся на следующие периоды. Однако инструменты рынка Forex к инструментам срочных сделок для целей налогообложения не относятся, сальдирование убытков невозможно.

### Малайзия
В феврале 2012 года Малайзийский национальный совет по фетвам постановил, что торговля на валютном рынке (форекс) для мусульман запретна. Председатель совета Тан Шри Абдул Шукур Хусин заявил:

Исследование, проведенное комитетом, выявило, что такой трейдинг подразумевает спекуляции валютой, что противоречит исламскому закону.

По этой причине национальный совет по фетвам решил, что для мусульман участие в таком трейдинге является харамом.
Запрет относится прежде всего к частным лицам. Банки и специализированные обменники продолжат работу без ограничений.

## Риски
- Использование кредитного плеча приводит не только к повышению доходности операций, но и к пропорциональному многократному увеличению риска потерь[36].
- На колебание валютных курсов одновременно оказывает влияние огромное количество противоречивых и разнонаправленных факторов, которые трудно прогнозировать, но которые могут оказать существенное влияние на результаты спекулятивной торговли, особенно при использовании большого кредитного плеча[36].
- Проблемным моментом может стать механизм обработки приказов о сделках по заранее установленным ценам (обработка ордеров), который не гарантирует обязательности исполнения ордера.
- При банкротстве брокера его клиенты чаще всего не могут получить свои средства с торговых счетов.

### Мошенничество
Помимо объективных рисков, связанных с особенностями валютного рынка или торговыми инструментами, возможны действия, которые считаются мошенническими. Одним из видов брокерского мошенничества является манипулирование ценами, при котором цена может существенно отличаться от независимых источников котировок.

В 2007 году Комиссия США по фьючерсной торговле товарами (CFTC), регулятор американского валютного рынка, отметила увеличение случаев мошенничества в деятельности небанковской отрасли торговли валютой. Причём основным объектом мошенничества является частный трейдер. В России… гораздо выше уровень мошенничества.
Иногда мошеннические действия дилинговых центров подвергаются судебному преследованию. В США суды приравнивают к мошенничеству «обещание постоянной прибыли, нераскрытие информации о рисках для трейдеров, присвоение несуществующих званий и разрешительных документов» и добиваются закрытия компаний-нарушителей, возмещения убытков, выплаты компенсаций. Даже в офшорных зонах из-за «угрозы национальной безопасности республики и защиты его репутации в качестве центра финансовых услуг» некоторым недобросовестным брокерам приостанавливают действие лицензий.
Чаще всего мошеннические схемы встречаются в сфере доверительного управления средствами на рынке форекс. Дело в том, что Гражданский кодекс Российской Федерации в ст. 1013 не допускает доверительного управления исключительно денежными средствами. А в данном случае из-за отсутствия достоверной информации о сделках и законодательного урегулирования данной сферы становится возможным легко манипулировать деньгами, полученными в управление. Сегодня многие торговые платформы имеют специальный инструментарий для предоставления владельцу капитала возможности постоянного контроля за состоянием счёта, который находится в доверительном управлении трейдера, что снижает возможности мошеннических действий со стороны трейдера, но не уменьшает возможностей для брокера и юридических трудностей что-либо отстоять в спорных ситуациях.

## Форекс-кухни
Кухня — в брокерском жаргоне обозначение внутреннего клиринга, когда заявки клиентов на проведение сделок удовлетворяются за счёт встречных заявок других клиентов того же брокера или самим брокером. Это позволяет повысить скорость и снизить себестоимость проведения операций. Внутренний клиринг сам по себе не является мошенничеством — он получил распространение не только во внебиржевых сегментах фондового и валютного рынков, но также широко применяется при расчётах с использованием банковских карт.
Проблемой являются случаи, когда у брокера нет встречной заявки и при этом не проводится операция на внешнем рынке — в этом варианте брокер самостоятельно выступает противоположной стороной в сделке. Если при обычных сделках комиссионный доход брокера зависит главным образом от объёма и количества сделок клиента, то в случае участия самого брокера, как стороны сделки, возникает конфликт интересов — прибыль клиента оборачивается убытком для брокера, а убыток клиента — прибылью брокера. А это уже вполне может подталкивать брокера к мошенничеству — манипулирование ценой, недостоверная реклама, незаконное доверительное управление деньгами. Оперативно контролировать наличие у брокера встречных заявок невозможно или крайне затруднительно. Поэтому единственной гарантией отсутствия такого конфликта интересов является проведение всех контрактов через внешнюю торговую систему, что обычно сопряжено с необходимостью уплаты дополнительной комиссии.
«Кухня» законодательно запрещена в ряде стран: она может считаться мошенничеством и быть уголовно наказуема. Но такая ответственность действует относительно тех активов, которые торгуются на биржевых площадках. Ряд специалистов считают, что законодательные запреты на многие формы внутреннего клиринга, введённые ещё в начале XX века, устарели и должны быть отменены.
Форекс по своей природе является внебиржевым рынком, на котором государственное регулирование ограничено или вовсе отсутствует. Поэтому часть форекс-брокеров работает с широким использованием внутреннего клиринга (по схеме «кухни»). Нет законодательного требования публиковать отчёты об операциях на форексе, что не позволяет делать достоверный внешний мониторинг. Из-за этого нет возможности доказать или опровергнуть объёмы использования внутреннего клиринга форекс-брокерами.

## Критика
Эксперт по биржевой торговле Александр Элдер считает, что честные брокеры на рынке форекс есть, но их крайне мало. Преподаватель пермского филиала Высшей школы экономики Тимофеев Д. В. считает, что розничный форекс не имеет рыночной или социальной пользы, является азартной игрой, дорогой лотереей, имеет много общего с казино и его проще закрыть, чем пытаться регулировать.